# Bone Lake
Bone Lake – miasto w Stanach Zjednoczonych, w stanie Wisconsin, w hrabstwie Polk.